# Ревмокардит
Ревмокардит (лат. rheumocarditis; англ. rheumatic heart disease) — клінічний прояв ревматичної гарячки, який дозволяє визначити тяжкість основного захворювання і тактику ведення пацієнта. Ревмокардит може бути єдиною ізольованою ознакою ревматизму або ж входити в клінічний симптомокомплекс, одночасно з іншими проявами основної патології.
Ревмокардит — це пошкодження серцевих клапанів та серцевого м'яза внаслідок запалення та рубцювання, спричиненого гострою ревматичною гарячкою. Причиною її є аномальна відповідь організму на стрептококову інфекцію. Захворювання спочатку зазвичай, починається як гострий тонзиліт у дітей. Ревматичний напад уражає, насамперед, дітей у країнах, які розвиваються, особливо в умовах злиднів. У всьому світі з ревмокардитом пов'язано майже 2 % від усіх випадків смерті від серцево-судинних захворювань.

## Причини
Головним пусковим механізмом у розвитку класичної форми ревмокардиту, як прояву ревматизму, є гостра стрептококова інфекція в слизовій оболонці верхніх дихальних шляхів, про що свідчать висновки численних рандомізованих досліджень. Так, у 80 % обстежуваних пацієнтів з ревмокардитом, виявляються високі титри антистрептококових антитіл різних серотипів.

## Клінічні прояви
Розвиток клінічного симптомокомплексу й інтенсивність тих чи інших проявів ревмокардиту залежать від локалізації запального процесу і його поширеності. Найбільшими проявами відрізняється гострий ревмокардит, при якому відбувається первинне ураження ендокарда і швидка динаміка наростання клінічних проявів, які можуть носити специфічний і загальносоматичний характер.
- Симптомами безпосередньо ревмокардиту є: брак дихання, втома, нерегулярне серцебиття, біль у грудях та непритомність.
- Симптоми ревматичної атаки: гарячка, біль та опухання суглобів (артралгія), нудота та блювання.

## Лікування
При виборі тактики ведення і методу лікування пацієнта з ревмокардитом слід враховувати ступінь активності запального процесу, тяжкість ураження серцевого стінки і ступінь порушення кардіогемодинаміки. Всі випадки первинного ревмокардиту підлягають стаціонарному лікуванню в кардіоревматологічному відділенні, після чого пацієнтові рекомендується пройти курс реабілітаційної терапії в санаторії кардіологічного профілю та проходити плановий огляд у лікаря-кардіолога в амбулаторних умовах.